# Milícia pró-Indonésia

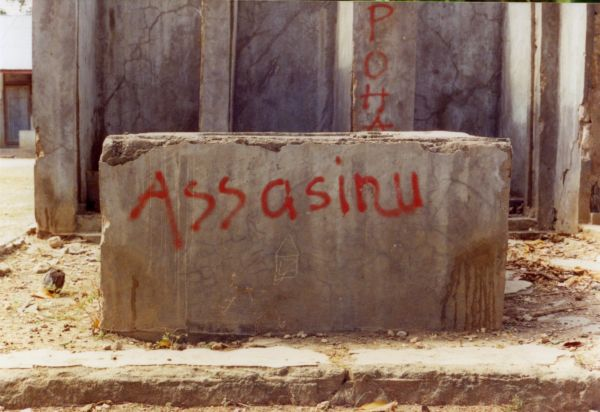
Um graffiti em Tutuala com a palavra "assassino" acusa o atentado terrorista de 1999 no Timor-Leste

A milícia pró-Indonésia também conhecida como Wanra (do em indonésio:  perlawanan rakyat de People's Resistance) foi uma milícia de cunho paramilitar formada principalmente por civis armados e treinados pelas Forças Armadas Indonésias TNI, ela surgiu na época da invasão indonésia no Timor-Leste com o intuito de manter ordem e a paz da região, era essa a sua missão oficial. A Constituição indonésia de 1945 e a Lei de Defesa de 1988 afirmam que os civis têm o direito e o dever de defender o estado recebendo treinamento militar básico.

## A milícia pró-Indonésia no Timor-Leste
| Milícia pró-Indonésia  | distrito            | chefe da milícia                                               |
| ---------------------- | ------------------- | -------------------------------------------------------------- |
| Tim / Team Alfa        | alto                | Joni Marques                                                   |
| Saka / Sera            | Baucau              | Joanico da Costa                                               |
| Pedjuang 59-75 Makikit | Viqueque            | Martinho Fernandes                                             |
| Ablai                  | Manufahi            | Nazario Corterel                                               |
| AHI                    | Aileu               | Horacio                                                        |
| Mahidi                 | Ainaro              | Câncio de Carvalho                                             |
| Laksaur                | Cova Lima           | Olivio Mendonca Moruk                                          |
| Aitarak                | Dili                | Eurico Guterres                                                |
| Sakunar                | Oe-Cusse Ambeno     | Simão Lopes                                                    |
| Besi Merah Putih BMP   | Liquiçá             | Manuel de Sousa                                                |
| Halilintar             | Bobonaro            | Maliana : João da Costa Tavares ; Bobonaro : Natalino Monteiro |
| Jati Merah Putih       | Lautém ( Lospalos ) | Edmundo de Conceição Silva                                     |
| Darah Merah Integrasi  | Ermera              | Lafaek Saburai                                                 |
| Dadurus Merah Putih    | Bobonaro            | Natalino Monteiro                                              |

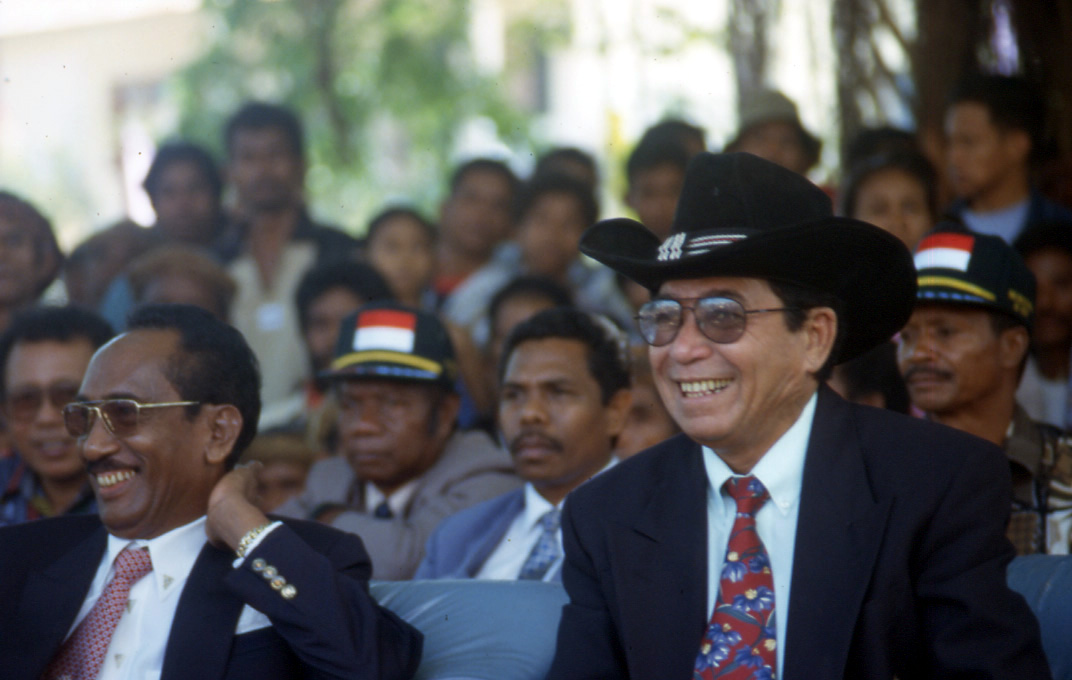
João da Costa Tavares, líder da comandante da milícia pró-Indonésia, 17. Julho de 1999 em Balibo

A existência da milícia pró-Indonésia foi confirmada pelo tenente-general Kiki Syahnakri, último comandante militar de Timor Timur, na sua declaração à Comissão da Verdade e da Amizade em Outubro de 2007. A comissão buscava esclarecer as conexões que a milícia pró-Indonésia tinha com os protestos violentos em torno do referendo da independência em Timor-Leste em 1999. Naquela época, a milícia pró-Indonésia havia tentado intimidar a população. A Operação Trovão matou até 3.000 pessoas, violou centenas de mulheres e crianças, expulsou três quartos da população de Timor-Leste e destruiu 75% de sua infraestrutura. Foi necessário uma intervenção internacional para impedir que o massacre continuasse. As Nações Unidas enviou uma força internacional de paz para impedir a violência e a sabotagem praticada pela milícia pró-Indonésia. Durante esse período o Timor-Leste ficou sob a administração das Nações Unidas até o resultado do referendo. O referendo resultou no apoio de 78,5% da população querendo a independência do país e em 20 de maio de 2002 eles conseguiram.
Syahnakri declarou que a milícia pró-Indonésia são "grupos civis de defesa"  legalmente constituídos que faziam parte do sistema formal da defesa indonésia e que o seu grupo e outros que existiam por todo território indonésio foram armados e constituídos pela própria Indonésia com o intuito de proteger os seus territórios.
O partido político da milícia pró-Indonésia no Timor-Leste era o Fórum Persatuan Demokrasi dan Keadilan (FPDK, em português Fórum Democrático Justiça e Unidade). Após o referendo de independência este partido foi substituído pelo,  Fundada em fevereiro de 2000 em West Timor Uni Timor Aswain (UNTAS, em português Associação dos Heróis Timorenses ).

## A discussão sobre a legalidade da milícia pró-Indonésia
O especialista militar indonésio Kusnanto Anggoro, do Centro de Estudos Estratégicos Internacionais, enfatizou que a milícia pró-Indonésia não teria legitimidade em conflitos internos, mas apenas legalidade para apoiar as Forças Armadas da Indonésia em conflitos que visasse combater ameaças externas. Segundo o mesmo, a Lei de Defesa tem o dever de excluir (explicitamente) o uso de milícias civis (legalmente constituídas) em conflitos internos.
Yusron Ihza Mahendra, vice-porta-voz da primeira comissão de defense interna, discorda e apoia o uso das milícias em conflitos internos.
O porta-voz do Departamento de Defesa da Indonésia, o Brigadeiro Edi Butar Butar, disse que a lei atual introduz os termos "Wanra" e "Sishankamrata" (do idioma indonésio sistem pertahanan rakyat semesta e em português  para defesa da população e do sistema de segurança) ele também acrescenta de que em hipótese alguma. A Lei de Defesa de 2002 prevê apenas que as forças armadas sejam o único meio de defesa. Toda via, as milícias civis seriam chamados apenas se caso fosse necessário.
Ainda existem milícias civis na Indonésia, só que agora elas são de responsabilidades da administração provincial, mas o exercito indonésio ainda é o responsável pelo seu treinamento militar.